# Cyrtoxiphoides planifrons
Cyrtoxiphoides planifrons is een rechtvleugelig insect uit de familie krekels (Gryllidae). De wetenschappelijke naam van deze soort is voor het eerst geldig gepubliceerd in 1951 door Chopard.